# ديفيد نرس
ديفيد نرس (بالإنجليزية: David Nurse)‏ هو لاعب كرة قدم وممرض بريطاني في مركز حراسة المرمى، ولد في 12 أكتوبر 1976 في King's Lynn ‏ في المملكة المتحدة. لعب مع مانشستر سيتي ونادي باري تاون يونايتد ونادي برينتفورد ونادي ميلوول ونادي يورك سيتي.

## وصلات خارجية
- ديفيد نرس على موقع قاعدة بيانات كرة القدم.إي يو (الإنجليزية)
- ديفيد نرس على موقع Soccerbase.com (لاعب) (الإنجليزية)